# Uladzimir Merynaŭ
Uladzimir Uladzimiravič Merynaŭ (in bielorusso Уладзімір Уладзіміравіч Мерынаў?; in russo Владимир Владимирович Меринов?, Vladimir Vladimirovič Merinov; Svetlahorsk, 28 maggio 1971) è un canoista bielorusso, specializzato nella velocità.

## Biografia
Ha gareggiato per la nazionale bielorussa alla fine degli anni novanta del XX secolo.
È stato attivo nel canottaggio sin da giovane. Si è formato nella Scuola sportiva per bambini e giovani n. 2 di Svetlahorsk (nell'allora Repubblica Socialista Sovietica Bielorussa) sotto la guida dell'allenatore Gennady Gavrilov. Ha ottenuto il suo primo grande successo nel 1989, quando ha vinto i campionati mondiali juniores nei 500 e 1000 metri.
Si è messo in luce sulla scena internazionale nel 1997, vincendo due titoli di Coppa del Mondo. 
Ai campionati mondiali di Dartmouth 1997 si è laureato campione iridato nel C4-200 metri, con i connazionali Aleksandr Maseikov, Andrey Beliayev e Anatoliy Reneiskiy.
Un anno dopo la stessa squadra si è recata ai mondiali di Seghedino 1998 per difendere il titolo, ma lui è stato sostituito da un altro canoista, Sergei Pletnev, e la squadra ha vinto l'argento.

## Palmarès
- Mondiali

Dartmouth 1997: oro nel C4-200 m;